# Last Fair Deal Gone Down (Robert Johnson)
Last Fair Deal Gone Down è una canzone blues di Robert Johnson.

## Il brano
Tra i più particolari brani di Johnson, si presenta con un testo ermetico e all'apparenza nonsense e una struttura musicale che richiama la musica folk.